# Makimachi Misao
Makimachi Misao (巻町 操 Quyển Đinh Thao) là một nhân vật trong truyện Rurouni Kenshin. Cô xuất hiện sau khi Kenshin từ biệt Kamiya Kaoru và những người bạn để một mình đến Kyoto. Trong bản dịch của Media Blasters trên seri, tên cô được việt theo lối phương Tây là Misao Makimachi. Người lồng tiếng cho cô là Tomo Sakurai, người lồng tiếng Anh là Philece Sampler và tiếng Tây Ban Nha là Nancy Cardozo (Mỹ Latinh).

## Tính cách
Misao là một ninja khéo léo và ngay thẳng từ đơn vị Oniwabanshu trước kia đóng ở Edo. Vũ khí của cô là kunai. Misao khoảng 16 tuổi và khi cô lần đầu được giới thiệu, cô có vẻ trẻ hơn.
Theo Watsuki Nobuhiro, tính cách của Misao là sự pha trộn của Kamiya Kaoru và Myojin Yahiko: từ lần đấu xuất hiện trong truyện, cô có phần trẻ con và ngây thơ. Tuy nhiên, khi câu chuyện tiếp tục phát triển, cô trở nên chín chắn và thông cảm hơn mà không mất đi thái độ vui vẻ của mình. Misao khá nóng nảy nhưng cũng mạnh mẽ và đầy nghị lực. Cô trung thành và cứng cỏi và sẻ chiến đấu cho những gì cô tin tưởng.

## Cốt truyện

### Bối cảnh
Misao là cháu nội của cựu okashira của Oniwabanashu. Cô được chăm sóc bởi cựu thủ lĩnh của Oniwabanashu Shinomori Aoshi cho đến khi Aoshi, Han'nya, Shikijo, Beshimi, và Hyottoko để cô lại cho Kashiwazaki Nenji, còn gọi là Okina của Oniwabanashu, khi cô mới 8 tuổi. Cô và Okina có một mối quan hệ bền chặt và mặc dù trong tâm trí của Misao, Aoshi vẫn là một người đặc biệt. Cô rất thân với Han'nya, người luôn chăm sóc cô và đã dạy cô chiến đấu. Khi cô nghe được tin rằng Aoshi đang ở Tokyo, cô đi tìm anh và bắt gặp Himura Kenshin đang trên đường trở lại Kyoto.

### Phần Arc
Khi đang nghỉ lại trong một khu rừng trên đường đến Kyoto để tiêu diệt Shishio Makoto, Kenshin nghe tiếng một cô gái tuổi thiếu niên. Khi đến nơi anh gặp Misao, đã tiêu diệt 4 tên cướp đường và lấy tiền của chúng. Cô coi anh chỉ là một kẻ vô công rôi nghề. Cô định lấy thanh kiếm của anh nhưng Kenshin có thể dễ dàng tránh né được những cú đòn của cô. Sau đó Kenshin phải đưa hết tiền của mình Cho Misao vì đã đem trả tiền của bọn cướp lại cho khổ chủ. Trong lúc đang nói chuyện trên cầu, Kenshin và Misao đụng bọn cướp cũ và đồng bọn của chúng. Kenshin đã đánh sập cây cầu, rồi dẫn Misao đi. Khi biết Misao quen với tổ chức Oniwabanshu, Kenshin có phần xa cách cô. Anh tìm cách tách khỏi cô, nhưng tình cảm mãnh liệt của Misao dành cho Aoshi - thủ lĩnh Oniwabanshu - đã làm Kenshin chấp nhận cho cô theo đến Kyoto. Họ dừng lại ở gần làng Shingetsu, nơi họ gặp một cậu bé. Cậu nói với họ rằng làng của họ đang nằm dưới sự kiểm soát của Shishio Makoto. Misao và Kenshin, sau đó được giúp sức bởi Saito Hajime, giải phóng ngôi làng.
Khi họ đến Kyoto, Kenshin cố gắng tìm Arai Shakku, một thợ đúc kiếm huyền thoại luôn tạo ra những thanh kiếm sát thủ. Ấy vậy mà, Shakku lại rèn cho thanh sakabato cho Kenshin (kiếm lưỡi ngược). Kenshin tìm ông để rèn một thanh kiếm mới, vì thanh kiếm cũ đã bị Seta Sojiro làm gãy. Tuy nhiên, anh nhanh chóng biết được rằng Shakku đã qua đời 8 năm trước. Anh cùng với Misao và Okina đi tìm con trai của Shakku là Seiku, người ta đồn rằng trình độ của anh chẳng kém gì Shakku. Seiku từ chối rèn một thanh kiếm cho họ vì anh không thích triết lý của Shakku rằng kiếm có thể làm nên một thế giới mới. Sau khi Kenshin và những người khác đi, vợ của Seiku hỏi anh tại sao anh không đưa cho Kenshin thanh kiếm cuối cùng của Shakku, thanh kiếm đã được dâng hiến cho đền thời (shrine) làm thanh thần kiếm. Seiku đáp lời rằng trong thời Minh Trị, chúng ta không cần kiếm nữa. Tuy nhiên, lời nói ấy bị 2 điệp viên của Shishio nghe được. Thông tin này cuối cùng đến tai của "Kẻ săn kiếm" Chou, một thành viên trong Juppongatana (Thập kiếm) của Shishio. Hắn bắt cóc con trai của Seiku, Iori. Chou tiến đến đền thờ để cướp thanh kiếm cuối cùng, và phải đối đầu với Kenshin. Khi Kenshin ở trên bờ vực của sự thất bại, Seiku mủi lòng và đưa cho Kenshin thanh kiếm cuối cùng. Kenshin, tuy vậy, Kenshin từ chối rút kiếm, vì anh sợ việc sử dụng một thanh kiếm sát thủ như thế sẽ phá vỡ lời thề không sát sinh của mình. Chou nhử Kenshin rút kiếm ra, và bị đánh bại ngay sau đó. Tuy nhiên, sau khi Kenshin thấy rằng thanh kiếm này là sakabato, anh nhận ra rằng Chou vẫn chưa chết. Sau trận chiến, Seiku tặng Kenshin thanh sakabato mới, "Shinuchi".
Okina cuối cùng cũng tìm thấy sư phụ của Kenshin là Hiko Seijuro, trưởng môn của Hiten Mitsurugi-Ryu, và Kenshin quyết định ra đi. Misao, giờ đã trở nên thêm phần gắn bó với Kenshin, giận anh vì không chịu nhờ vả ai. Sau khi Kenshin đi, Misao gặp Kamiya Kaoru và Myojin Yahiko khi cô nhận ra một bức ảnh của Kenshin dán trên tường của nhà hàng Shirobeko (trong anime, Misao bắt gặp Yahiko khi cô đuổi theo Kenshin). Misao đưa Kaoru và Yahiko đến chỗ Kenshin ở nhà của sư phụ. Trên đường trở về, Yahiko nhớ ra rằng cậu đã quên cảnh báo Kenshin về Aoshi, người đã xuất hiện ở Kyoto vài ngày trước, mà lại nói toáng lên. Misao nghe thấy điều đó và đòi biết về Aoshi; Kaoru đồng ý vì biết ơn đã giúp cô gặp mặt Kenshin một lần nữa.
Misao bị shock khi nghe tin Han'nya và những người khác đã chết, cô chạy về Aoi-ya để hỏi lại ông Okina. Misao biết rằng ông đã đi chiến đấu với Aoshi, và lập tức chạy đi tìm. Cô đến quá muộn để có thể chặn trận đánh lại và thấy ông Okina chỉ còn thoi thóp và Aoshi nói với Misao không muốn gặp lại cô nữa. Misao nhận được một bức thư của Okina trong trường hợp ông qua đời, khuyên cô nên quên đi Oniwabanshu và sống một cuộc sống bình thường. Trong khi cô khó có thể chấp nhận rằng Aoshi là người đã sát hại ông Okina. Cô tự tuyên bố mình là Okashira mới của Oniwabanashu và không tiếp tục coi Aoshi là thủ lĩnh của nhóm nữa.
Misao trở thành bạn thân của Kenshin, Kaoru, và Yahiko và giúp họ đánh lại các điệp vụ của Shishio. Trước khi tham dự trận chiến cuối cùng với Shishio, Kenshin hứa với Misao rằng anh sẽ mang Aoshi trở lại ngôi nhà Aoi-ya, vì anh không tin rằng Aoshi đã hoàn toàn đánh mất mình. Misao tràn đầy xúc động và không cầm nổi nước mắt, đặc biệt là trước khi Kenshin nói những lời đó, Okina đã yêu cầu anh giết Aoshi.
Trong trận chiến với các thành viên của Juppongatana ngoài cửa Aoi-ya, Misao bị bất tỉnh sau khi lĩnh trọn một chiêu của Honjo Kamatari. Han'nya hiện ra trong giấc mơ của cô và nói với cô rằng Kenshin đã giữ lời hứa và đem Aoshi trở lại. Cô tỉnh dậy và giúp Kaoru đánh bại Kamatari. Misao cũng đánh ngất Kamatari khi hắn cố tự sát để chuộc lỗi cho sự thất bại của mình; cô nói rằng cô không thể hoàn toàn hiểu được cảm xúc của một người đồng tính nhưng cô đã xúc đông vì lòng trung thành của hắn với Shishio. Sau khi các thành viên của Juppongatana đều bị đánh bại (trừ Iwanbo, quá ngu để làm bất cứ điều gì và cuối cùng bỏ trốn), Misao và những người khác bị Fuji, một tên khổng lồ trong số các Juppongatana tấn công. Họ được Hiko Seijuro cứu, và đợi Kenshin, Sanosuke, Saito, và cả Aoshi trở về.
Kenshin ở lại Kyoto khoảng 1 tháng, nhưng quyết định về với Kaoru. Misao rất thất vọng khi những người bạn mới của cô quyết định trở về Tokyo, mặc dù Kenshin cố làm cô vui lên bằng cách phân công cho cô việc làm Aoshi nở một nụ cười. Những nỗ lực của cô chẳng có mấy có hiệu quả với Aoshi, mặc dù cô không có ý định bỏ cuộc.
Misao sau đó tái xuất trong phần Jinchuu (cùng với Aoshi) khi Kaoru viết thư cho cô nhờ Misao mang quấn nhật ký của Yukishiro Tomoe quá cố đến Tokyo trước khi em trai của cô ấy là Yukishiro Enishi bắt đầu Jinchu (dịch là Nhân tru - Sự trừng phạt của người, ám chỉ đến việc báo thù được thanh minh bằng sự thiếu công tâm của Trời với những kẻ làm điều ác; đối nghịch với Tenchu/Trời phạt - câu nói thường thấy của các nghĩa sĩ Choushuu) với Kenshin.
Tuy vậy, cô mang cuốn nhật ký đến quá muộn vì Enishi đã tiến hành xong Jinchu. Kaoru đã chết và Kenshin đã rơi vào hố sâu của sự tuyệt vọng và kiệt sức. Cô và Yahiko thề sẽ tìm ra Enishi, bắt hắn đọc quấn nhật ký của Tomoe và bắt hắn quỳ xuống cầu xin sự tha thứ trước mộ của Kaoru. 2 người, theo sau Sagara Sanosuke, cố làm hồi phục ý chí của Kenshin, Misao la lên đòi anh báo thù cho Kaoru. Khi 2 người thấy cố gắng của mình là vô hiệu, họ để anh lại ở Fallen Village.
Sau khi Aoshi suy luận ra rằng Kaoru chưa chết và cái xác đem chôn là một con rối tinh vi (thậm chí qua mặt được cả một chuyên gia y tế như Takani Megumi vì thiết kế tinh xảo và cảm xúc của cô khi khám nghiệm tử thi), Misao và Yahiko bắt đầu một cuộc tìm kiếm Kaoru hơi vội vàng. Misao sử dụng phần lớn thời gian của mình khi thì ở đạo tràng Kamiya đợi Aoshi khi thì ở phòng khám của Takani Megumi sau những cuộc tìm kiếm vô ích với Kaoru, đa phần là chạy lung tung.
Sau khi Kenshin tìm thấy mục đích của mình và rời khỏi Fallen Village và cảm giác địa ngục trần gian của mình, Misao cùng với Kenshin và những người bạn của anh đến hòn đảo của Enishi, nơi Kaoru đang bị giam giữ. Cô (với vài sự hướng dẫn của Aoshi) kích nổ những quả thủy lôi quanh đảo, để cả nhóm có thể cập bờ. Sau khi Enishi bị đánh bại, và sau khi cuộc chiến giữa Kenshin và Saito được định đoạt, Aoshi quyết định trở về Kyoto. Misao nhận ra Aoshi muốn rời đi sớm để chôn cất Han'nya và những người khác "ở một nơi có nhiều ánh mặt trời", có lẽ là Kyoto. Misao hạnh phúc vì được trở về nhà với "tất cả mọi người", cuối cùng thì Aoshi cũng mỉm cười, mặc dù Misao không nhìn thấy.
Trong Kenshin Kaden, chúng ta lại thấy Aoshi và Misao tham gia một buổi picnic nơi mọi người cùng tái ngộ (trừ Sanosuke, người gửi đến một bức thư và Saito, dang thực thi nhiệm vụ ở Hokkaidō).

## Chuyện bên lề
- Cái tên "Makimachi" xuất phát từ thị trấn Makimachi ở quận Niigata.
- Kazuki Muto, ngôi sao trong một tác phẩm khác của Watsuki, Buso Renkin, là lấy cảm hứng từ tính cách của Misao, được gọi là, "bản con trai của Misao."
- Biệt danh của Misao là "chồn nữ" (itachi musume trong tiến Nhật) tiếp nối mạch truyện các nhân vật nữ có một biệt danh là tên thú, như (tanuki) và Megumi (kitsune). Cả ba cái tên đều được Saito Hajime "tặng" cho 3 cô gái, và Misao ghét anh ta cũng vì cái tên ấy.